# Rowley, Massachusetts

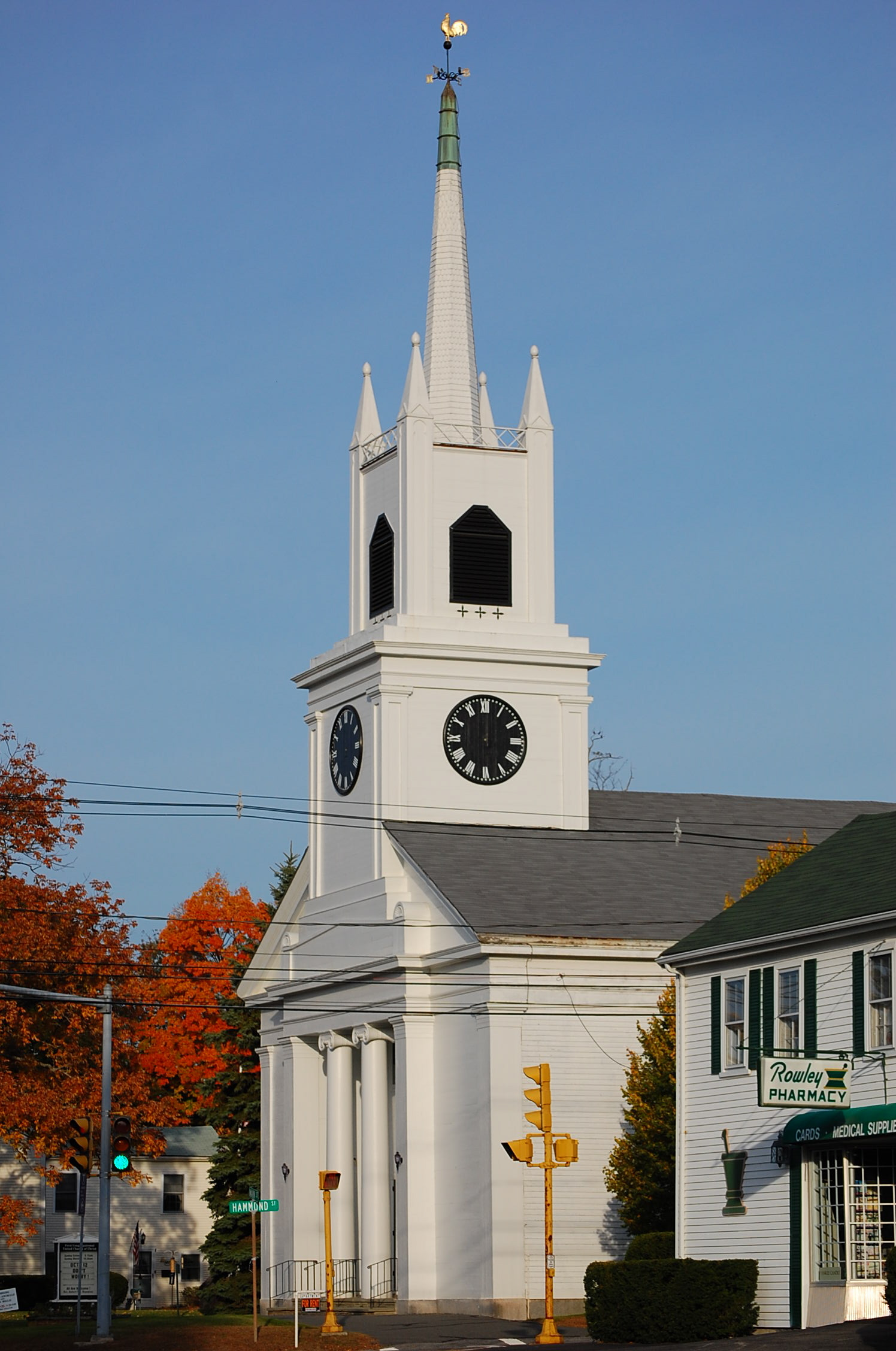
Kongregationalistkyrkan First Congregational Church

Rowley är en kommun (town) i Essex County, Massachusetts, USA med 6 200 invånare (2020).